# Brownie (Kentucky)
Brownie was een zogeheten unincorporated community in Muhlenberg County in de staat Kentucky in de Verenigde Staten. Het plaatsje maakt tegenwoordig deel uit van Central City.

## Geboren
- Don Everly (1937-2021), een van de Everly Brothers